# Imprint (Masters of Horror)
Imprint is een Amerikaanse horrorfilm uit de filmreeks Masters of Horror. De film zou oorspronkelijk worden uitgezonden als 13e deel van deze reeks, maar volgens de Amerikaanse televisiezender Showtime was de film grafisch zo bont dat ze weigerden het uit te zenden. Imprint verscheen daardoor in 2006 rechtstreeks op dvd.

## Verhaal
De Amerikaanse journalist Christopher (Billy Drago) werd jaren geleden verliefd op prostituee Komomo (Michie Ito) en besluit haar terug te vinden. Die belofte deed hij haar destijds. Op een vreemd afgelegen eiland, waar de dode foetussen langs de randen drijven, ontmoet hij een meisje (Yûki Kudô). Zij vertelt hem Komomo gekend te hebben, maar dat zij zelfmoord pleegde nadat een minnaar nooit voor haar terugkwam.
's Avonds in Christophers tent vertelt ze een ander verhaal. Nadat haar moeder haar verkocht had, zou ze op het eiland terecht zijn gekomen, gevuld met prostituees en demonen. Komomo was hier de populairste prostituee. Ze was daardoor weinig geliefd bij de anderen. Wanneer op een avond de ring van de madam gestolen blijkt, wordt Komomo aangewezen als de schuldige. De madam blijkt zo haar eigen manieren te hebben om haar te dwingen te vertellen waar de ring is.
Ondersteboven en half scheef opgetakeld in touwen zweert Komomo van niets te weten. De vrouw die als beul dient (Shimako Iwai) gaat niet akkoord. Wat volgt is een ronde van martelingen waarbij ze de ene na de andere metalen naald diep in het tandvlees van Komomo steekt. Een bekentenis blijft uit. Uiteindelijk wordt de aangeklaagde met verbrande onderarmen en naalden in haar tandvlees en onder haar vingernagels gestoken, losgemaakt. Een verminkte Komomo pleegt daarop beschaamd zelfmoord.
Christopher weigert het verhaal te geloven, waarop het meisje haar verhaal opnieuw vertelt, maar anders. Hierin is ze zelf door een hel gegaan voordat ze op het eiland belandde, waar Komomo aardig voor haar was. Niettemin stal ze de ring van de madam en liet Komomo ervoor opdraaien door haar haarspeld achter te laten. Na de martelpartij zou ze Komomo vermoord hebben om zo hun vriendschap definitief te verbreken en Komomo een vredig nabestaan te bezorgen. Had ze gestorven met zo'n verdorven vriendin, dan was Komomo naar de hel gegaan.
Wanneer Christopher kwaad wordt, onthult het meisje een klein tweede hoofd onder haar haar. Haar vader en moeder waren broer en zus en zij was het resultaat. Wanneer het hoofdje begint te praten met Komomo's stem, draait Christopher door en schiet het meisje dood. Vlak voordat ze haar laatste adem uitblaast, verandert ze in Komomo. In een laatste scène staart een gechoqueerde Christopher voor zich uit in een gevangeniscel.

## Rolverdeling
| Acteur             | Personage              | Opmerkingen |
| ------------------ | ---------------------- | ----------- |
| Billy Drago        | Christopher            |             |
| Michie Ito         | Komomo                 | als Michie  |
| Yûki Kudô          | De vrouw               |             |
| Toshie Negishi     | Madam des huizes       |             |
| Shiho Harumi       | Arbeider #1            |             |
| Magy               | Arbeider #2            |             |
| Shin'ichi Tokuhara | Arbeider #3            |             |
| Takao Handa        | Yoshi, arbeider #4     |             |
| Hiroshi Kuze       | Schipper               |             |
| Miyuki Konno       | Dode vrouw             |             |
| Noriko Eguchi      | Prostituee #1          |             |
| Megumu Takada      | Prostituee #2          |             |
| Yuno               | Prostituee #3          |             |
| Risa Uehara        | Meisje met blauwe ogen |             |
| Shimako Iwai       | Beul                   |             |

## Achtergrond
- Regisseur Takashi Miike baseerde zijn film op een klassiek Japans verhaal getiteld "Bokkee Kyotee", geschreven door Shimako Iwai.
- De verschillende versies van het verhaal over Komomo worden grafisch in beeld gebracht.